# Królestwo Damaszku

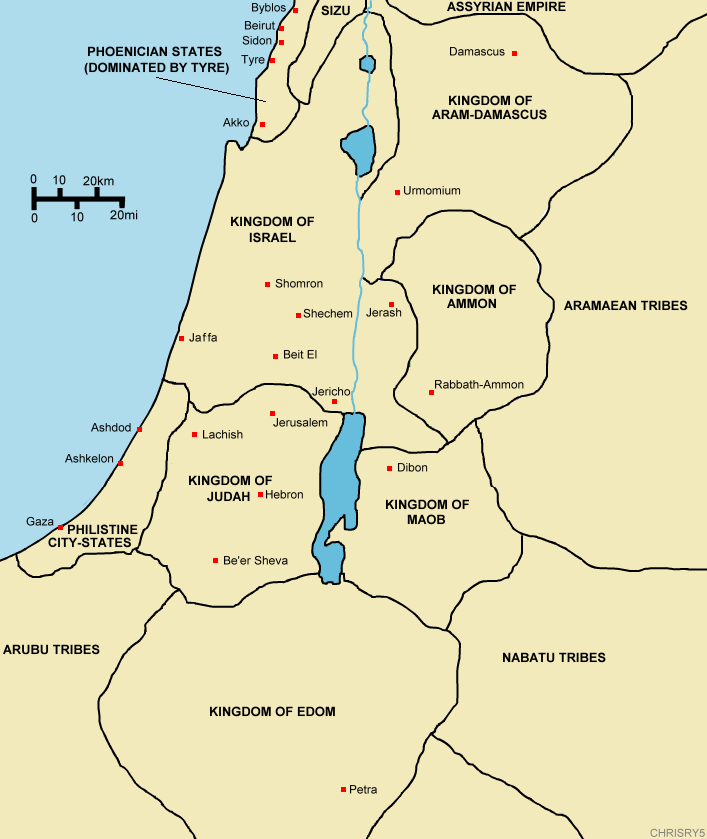
Lewant w IX w. p.n.e.

Królestwo Damaszku (arab. ‏آرام دمشق‎, hebr. ‏ארם דַּמֶּשֶׂק‎) – starożytne państwo aramejskie na Bliskim Wschodzie na obszarze Syrii ze stolicą w Damaszku, zwane też Aramem-Damaszkiem lub Aramem damasceńskim, w Biblii nazywany zwykle po prostu Aramem. Samodzielne państwo od X wieku p.n.e. W drugiej połowie IX wieku p.n.e. stał się regionalnym mocarstwem dominującym nad znacznymi obszarami Lewantu. Upadek państwa nastąpił 732 p.n.e. w wyniku asyryjskiej inwazji.

## Dzieje
Według Biblii Damaszek uzyskał niepodległość w okresie panowania Salomona, kiedy to panowanie nad nim objął Rezon. W okresie rządów Ben-Hadada I walczył, po zawarciu przymierza z judejskim królem Asą, przeciwko izraelskiemu królowi Baszy i zdobył kilka miast na północy Izraela. Następca Ben-Hadada, Hadadezer (w Biblii Ben-Hadad II), miał według Biblii walczyć z Izraelem pod panowaniem Achaba, jednak poniósł klęskę i dostał się do niewoli. W niewoli został jednak potraktowany bardzo łagodnie, a król Izraela zawarł z nim przymierze. Istnieje jednak pogląd, że opis biblijny dotyczy wydarzeń późniejszych, a redaktorzy błędnie przypisali go do tego okresu. Później stanął na czele koalicji sformowanej przeciwko Asyrii (w której skład wszedł między innymi Achab), która pokonała przeciwnika w bitwie pod Karkar (853). Zgodnie z przekazem asyryjskim Hadadezer (Adad-'idri) wystawił do bitwy 1200 rydwanów, 1200 jeźdźców i 20 000 piechoty. Później jednak miał zerwać przymierze z Achabem, który poległ w bitwie z Aramejczykami pod Ramot w Gileadzie. Hadadezer dokonał też reform wewnętrznych, zastępując lokalnych królów-wasali mianowanymi namiestnikami. 
Szczyt potęgi Damaszek osiągnął w okresie panowania Chazaela, który dokonał przewrotu pałacowego i objął władzę po Hadadezerze. Po tym, jak utwierdził swoją władzę a zagrożenie ze strony Asyrii zostało zażegnane, rozpoczął on ekspansję na południe. Pokonał Izraelitów i zajął część ich terytoriów. W swej dominacji sięgnął aż do filistyńskiego Gat. Nie toczył natomiast wojen z Judą, która zapłaciła mu trybut.
Po śmierci Chazaela i objęciu władzy przez Ben-Hadada III potęga Aramu zaczęła podupadać. W 796 asyryjski król Adad-nirari III zmusił państwo do opłacania trybutu, a władca Aramu poniósł klęskę z Zakkurem, królem Hamat i Luasz, a także izraelskim królem Joaszem. Król izraelski Jeroboam II uczynił Damaszek swoim wasalem. W 734 aramejski król Resin wszedł w skład koalicji anty-asyryjskiej, która jednak poniosła klęskę w wojnie syro-efraimskiej. W 732 Tiglat-Pileser III zdobył Damaszek i deportował jego mieszkańców.

### Królowie Aramu-Damaszku
- Ben-Hadad I (pan. ≈885–865 p.n.e.)
- Hadadezer (Ben-Hadad II) (pan. ≈865–842 p.n.e.)
- Chazael (pan. ≈842–806/800/796 p.n.e.)
- Ben-Hadad III
- Resin (pan. ?–732 p.n.e.)

## Asyryjska prowincja
W 732 r. p.n.e. Damaszek (w źródłach asyryjskich Dimašqa i Ša-imērēšu) zdobyty został przez wojska asyryjskiego króla Tiglat-Pilesera III (744–727 p.n.e.) i przekształcony w stolicę nowej asyryjskiej prowincji. Prowincja ta wzmiankowana jest w liście i dokumentach administracyjnych z czasów panowania Sargona II (722–705 p.n.e.), w liście do Asarhaddona (681–669 p.n.e.) i w jednym niedatowanym spisie. W 694 p.n.e., za rządów asyryjskiego króla Sennacheryba (704–681 p.n.e.), Ilu-issija, gubernator prowincji Damaszek, pełnił urząd asyryjskiego eponima (limmu).